# Uniformovaný sbor Služby veřejného zdraví
Uniformovaný sbor Služby veřejného zdraví (anglicky United States Public Health Service Commissioned Corps) je neozbrojený uniformovaný sbor Spojených států amerických, který je součástí Služby veřejného zdraví. Jeho primárním posláním je ochrana, podpora a rozvoj zdraví a bezpečnosti široké veřejnosti.

## Funkce
Úkoly Sboru jsou:
- poskytování zdravotní péče a souvisejících služeb osobám s nedostatečným zdravotním zabezpečením: domorodým Američanům, domorodcům z Aljašky a dalším skupinám obyvatelstva se zvláštními potřebami;
- prevence a kontrola nemocí, identifikace zdravotních rizik v životním prostředí a pomoc při jejich nápravě; a podpora zdravého životního stylu občanů;
- zlepšování duševního zdraví populace;
- kontrola bezpečnosti a zdravotní nezávadnosti vybraných výrobků (léčiva, potraviny, kosmetika, elektronika)
- provádění výzkumu v oblasti biomedicíny a zdravotních služeb a sdělování výsledků výzkumu zdravotníkům a veřejnosti; a
- spolupráce s ostatními zeměmi a mezinárodními agenturami na globálních zdravotních problémech a jejich řešeních.

V případě válečného konfliktu nebo jiného významného ohrožení národní bezpečnosti může být Sbor rozhodnutím prezidenta převeden pod ozbrojené síly.

## Hodnosti a uniformy
Sbor používá stejný systém hodností, jako Námořnictvo a Pobřežní stráž s tím rozdíle, že jsou použity pouze důstojnické hodnosti, ale nikoliv mužstvo, poddůstojníci ani praporčíci.
|                  |            |                           |            |                               |                             |         |                           |                           |              |         |
| Platová třída    | O-1        | O-2                       | O-3        | O-4                           | O-5                         | O-6     | O-7                       | O-8                       | O-9          | O-10    |
| Insignie         |            |                           |            |                               |                             |         |                           |                           |              |         |
| Název            | Ensign     | Lieutenant (Junior Grade) | Lieutenant | Lieutenant Commander          | Commander                   | Captain | Rear admiral (lower half) | Rear admiral (upper half) | Vice Admiral | Admiral |
| Český ekvivalent | Podporučík | Poručík (Mladší poručík)  | Poručík    | Nadporučík (Korvetní kapitán) | Komandér (Fregatní kapitán) | Kapitán | Kontradmirál              | Kontradmirál              | Viceadmirál  | Admirál |

Při slavnostních příležitostech nosí důstojníci Sboru stejné slavnostní uniformy jako důstojníci Námořnictva. Pro každodenní službu nosí důstojníci Sboru stejné operační uniformy jako důstojníci Pobřežní stráže.

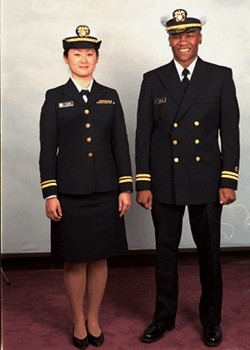
Slavnostní uniforma Sboru
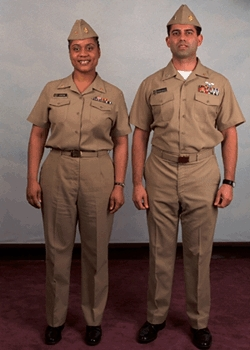
Operační uniforma Sboru